# لاوميدون

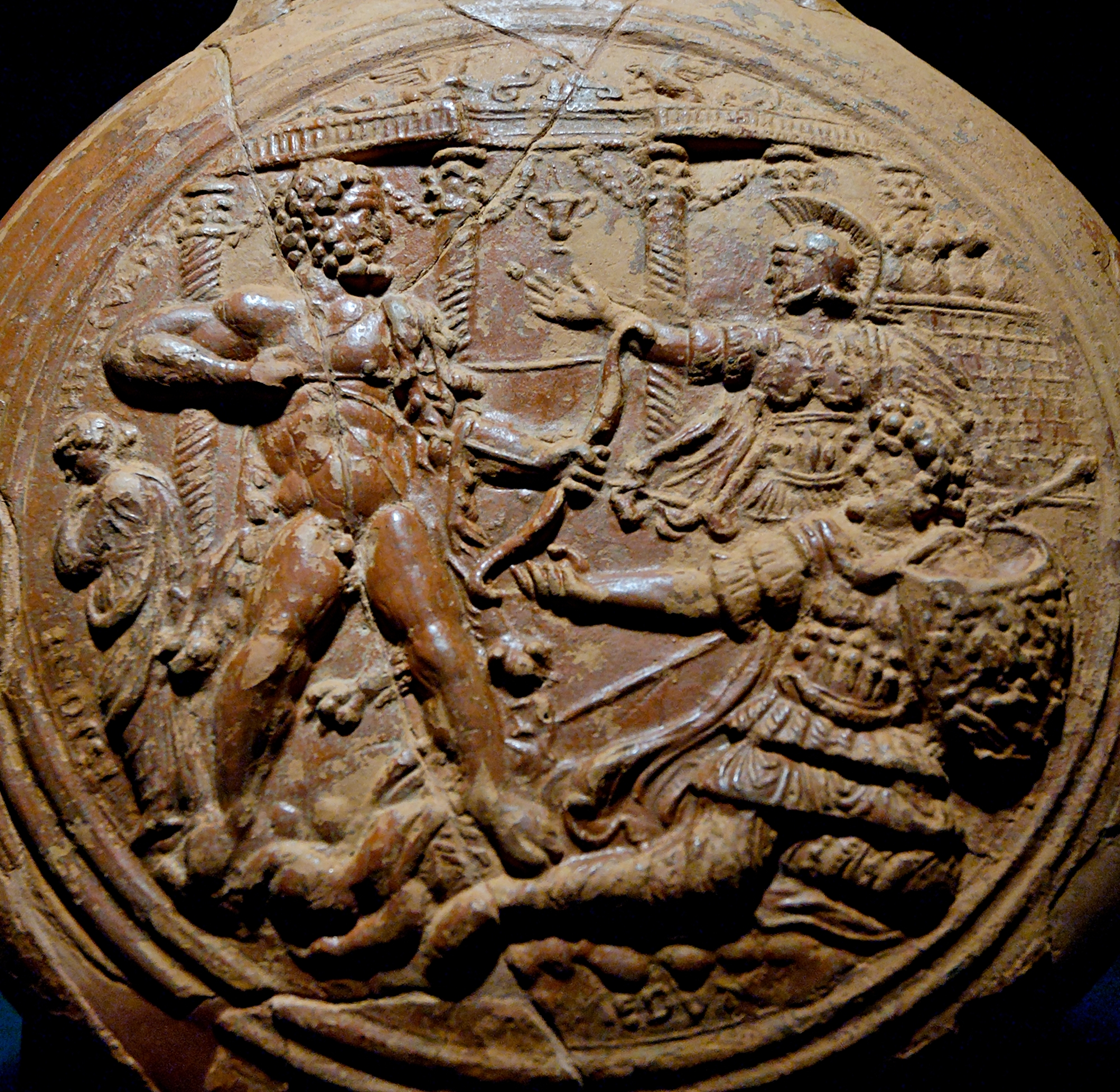
هيراكليس وهو على وشك قتل لاوميدون

لاوميدون في الميثولوجيا الإغريقية هو ابن إيلوس ملك طروادة وأب بوداركيس (بريام). وقد خدم عنده الآلهة أبولو بأن يرعى غنمه وبوسيدون الذي بنى له السور حول المدينة، وعندما رفض لاوميدون دفع الأجرة التي عليه زار أبولو أرضه مع وباء أحضره وأرسل بوزيدون وحشا من البحر خرب الأرض، وفقا للكاهن فلم تكن هناك وسيلة لرد الوحش سوى أن تتم التضحية بإحدى بنات الملك ووقعت القرعة على هسيوني التي قيدت على صخرة وانتظرت قدوم الوحش.
عندما أتى هيراكليس بعد أن هزم الأمازونيات، عرض عليهم قتل الوحش ويحرر هسيوني بشرط أن يأخذ الخيول الرائعة التي أعطاها زيوس لتروس جد لاوميدون ليعزيه على مقتل ابنه، ثم خلف لاوميدون بوعده مجددا فرجع هيراكليس مع جماعة من المحاربين وقتل لاوميدون وكل أبنائه إلا بريام. ووفقا لكتابات ديودورس، فإن لاوميدون قد زاد من إهاناته بأن سجن إفيكلوس وتيلامون اللذان أرسلهما هرقل ليطالباه بتسليم الخيول، وقد دفن لاوميدون قرب البوابة السكايانية، وقيل أن أسوار طروادة ستظل حصينة ما بقي قبره هادئا ولم يدنّس.